# イム・ジュンス
イム・ジュンス（Lim Jun Soo、1982年7月6日 - ）は、韓国の男性総合格闘家、プロレスラー。ソウル特別市出身。フリーランス。プロレスでのリングネームは、イム・ベクホ（林白虎）。
その巨漢に似合わぬスピードで注目されている。

## 来歴
子供時代よりシルム、柔道などを習い、高校卒業後、韓国のプロレス団体WWA KOREAに入団した。
2004年9月11日、Spirit MCのヘビー級（+80kg）グランプリで総合格闘技に進出。1回戦で奥田正勝に判定勝ちするも、準決勝で敗退した。
2005年11月5日、HERO'S 2005 in SEOULにてクリストフ・ミドゥ・"ザ・フェニックス"と対戦、パウンドでTKO負け。
2006年4月29日、MARS韓国大会「MARS WORLD FIGHTING GP in SEOUL」にてビッグ・ジム・ヨークと対戦し、フロントチョークで一本負け。
2008年8月17日、DEEP初参戦となったDEEP 37 IMPACTでハマーと対戦し、アキレス腱固めで一本負け。

## 戦績
| 総合格闘技 戦績 | 総合格闘技 戦績 | 総合格闘技 戦績 | 総合格闘技 戦績 | 総合格闘技 戦績 | 総合格闘技 戦績 | 総合格闘技 戦績 |
| --------------- | --------------- | --------------- | --------------- | --------------- | --------------- | --------------- |
| 11 試合         | (T)KO           | 一本            | 判定            | その他          | 引き分け        | 無効試合        |
| 4 勝            | 0               | 1               | 3               | 0               | 0               | 1               |
| 6 敗            | 2               | 4               | 0               | 0               | 0               | 1               |

| 勝敗 | 対戦相手                               | 試合結果                            | 大会名                                                       | 開催年月日    |
| ×    | ハマー                                 | 1R 3:08 アキレス腱固め              | DEEP 37 IMPACT                                               | 2008年8月17日 |
| －   | 濱田順平                               | 1R ノーコンテスト（偶発的な肘打ち） | MARS 07 "TORNADO RETURNS"                                    | 2007年4月15日 |
| ×    | ビッグ・ジム・ヨーク                   | 1R 1:56 フロントチョーク            | MARS WORLD FIGHTING GP in SEOUL                              | 2006年4月29日 |
| ×    | クリストフ・ミドゥ・"ザ・フェニックス" | 1R 0:50 TKO（パウンド）             | HERO'S 2005 in SEOUL                                         | 2005年11月5日 |
| ×    | ソ・チョル                             | フロントチョーク                    | Neo Fight 6                                                  | 2005年10月3日 |
| ×    | ジヴァニウド・サンターナ               | 1R 4:00 腕ひしぎ十字固め            | X-Impact World Championships 【決勝】                        | 2005年7月9日  |
| ○    | トレゲン・アキルベコフ                 | 5分1R終了 判定3-0                   | X-Impact World Championships 【準決勝】                      | 2005年7月9日  |
| ○    | アロンソ・マウリシオ                   | 5分1R終了 判定3-0                   | X-Impact World Championships 【2回戦】                       | 2005年7月9日  |
| ○    | リ・カイ                               | 1R ギブアップ                       | X-Impact World Championships 【1回戦】                       | 2005年7月9日  |
| ×    | ヤン・ジンホ                           | 1R 1:37 TKO（脚の負傷）             | Spirit MC 5: 2004 GP Unlimited 【ヘビー級グランプリ 準決勝】 | 2004年9月11日 |
| ○    | 奥田正勝                               | 5分2R終了 判定2-1                   | Spirit MC 5: 2004 GP Unlimited 【ヘビー級グランプリ 1回戦】  | 2004年9月11日 |

## 獲得タイトル
- WXF X-Impact World Championships 準優勝（2005年）